# Alex Carver
Alex Carver (* 25. November 1991 in Sydney) ist ein australischer Bahn- und Straßenradrennfahrer.
Alex Carver gewann 2008 bei der Ozeanienmeisterschaft die Bahnwettbewerbe im Punktefahren und in der Mannschaftsverfolgung der Juniorenklasse. Im nächsten Jahr wurde er australischer Meister im Punktefahren und im Scratch. Bei der Junioren-Weltmeisterschaft 2009 in Moskau gewann er zusammen mit Luke Durbridge die Goldmedaille im Madison. Auf der Straße gewann er 2009 das MacArthur CC Open Criterium und eine Etappe bei der Tour of the Murray River. Seit 2010 fährt Carver für das australische Team Jayco-Skins.

## Erfolge – Bahn
2008
- Ozeanienmeister – Mannschaftsverfolgung (Junioren) mit Luke Durbridge, Scott Law und Dale Parker
- Ozeanienmeister – Punktefahren (Junioren)

2009
- Australischer Meister – Punktefahren (Junioren)
- Australischer Meister – Scratch (Junioren)
- Weltmeister – Madison (Junioren) mit Luke Durbridge

## Erfolge – Straße
2011
- Mannschaftszeitfahren Thüringen-Rundfahrt

## Teams
- 2010 Team Jayco-Skins
- 2011 Team Jayco-AIS
- 2012 Genesys Wealth Advisers